# پارک دایبا
پارک دایبا (به ژاپنی: 台場公園) یکی از پارک‌های واقع در منطقهٔ میناتو در توکیو پایتخت ژاپن است.

## رسیدن به پارک
- خط یوریکامومه، ایستگاه اودایبا-کائیهین-کوئن U-06  از این ایستگاه پیاده تا پارک ۱۲ دقیقه راه است.